# Fresnicourt-le-Dolmen
 Fresnicourt-le-Dolmen  es una población y comuna francesa, situada en la región de Norte-Paso de Calais, departamento de Paso de Calais, en el distrito de Béthune y cantón de Houdain.

## Demografía
| 1159 | 1078 | 1014 | 974 | 907 | 880 |
| Para los censos de 1962 a 1999 la población legal corresponde a la población sin duplicidades (Fuente: INSEE [Consultar]) |      |      |     |     |     |